# Prix Silver Slugger (champ extérieur)
Pour les articles homonymes, voir Prix Silver Slugger.
Le Prix Silver Slugger ou Bâton d'argent (en anglais : Silver Slugger Award) est un prix remis annuellement aux joueurs des Ligues majeures de baseball pour leurs performances en offensive. Neuf joueurs de la Ligue américaine et neuf joueurs de la Ligue nationale reçoivent cet honneur, attribué au meilleur joueur à chaque position sur le terrain. Le prix est distribué par Louisville Slugger, une entreprise qui fabrique les battes de baseball.
Dans chaque ligue, trois voltigeurs, ou joueurs de champ extérieur, sont récompensés chaque année.

## Ligue américaine
| Année | Joueur, équipe |
| ----- | --- |
| 1980  | - Ben Oglivie - Brewers de Milwaukee - Al Oliver - Rangers du Texas - Willie Wilson - Royals de Kansas City              |
| 1981  | - Rickey Henderson - Athletics d'Oakland - Dwight Evans - Red Sox de Boston - Dave Winfield - Yankees de New York        |
| 1982  | - Dave Winfield - Yankees de New York - Willie Wilson - Royals de Kansas City - Reggie Jackson - Angels de la Californie |
| 1983  | - Jim Rice - Red Sox de Boston - Dave Winfield - Yankees de New York - Lloyd Moseby - Blue Jays de Toronto               |
| 1984  | - Tony Armas - Red Sox de Boston - Dave Winfield - Yankees de New York - Jim Rice - Red Sox de Boston                    |
| 1985  | - Rickey Henderson - Yankees de New York - Dave Winfield - Yankees de New York - George Bell - Blue Jays de Toronto      |
| 1986  | - George Bell - Blue Jays de Toronto - Kirby Puckett - Twins du Minnesota - Jesse Barfield - Blue Jays de Toronto        |
| 1987  | - George Bell - Blue Jays de Toronto - Dwight Evans - Red Sox de Boston - Kirby Puckett - Twins du Minnesota             |
| 1988  | - Kirby Puckett - Twins du Minnesota - José Canseco - Athletics d'Oakland - Mike Greenwell - Red Sox de Boston           |
| 1989  | - Kirby Puckett - Twins du Minnesota - Rubén Sierra - Rangers du Texas - Robin Yount - Brewers de Milwaukee              |
| 1990  | - Rickey Henderson - Athletics d'Oakland - José Canseco - Athletics d'Oakland - Ellis Burks - Red Sox de Boston          |
| 1991  | - José Canseco - Athletics d'Oakland - Joe Carter - Blue Jays de Toronto - Ken Griffey, Jr. - Mariners de Seattle        |
| 1992  | - Joe Carter - Blue Jays de Toronto - Juan González - Rangers du Texas - Kirby Puckett - Twins du Minnesota              |
| 1993  | - Albert Belle - Indians de Cleveland - Ken Griffey, Jr. - Mariners de Seattle - Juan González - Rangers du Texas        |
| 1994  | - Albert Belle - Indians de Cleveland - Ken Griffey, Jr. - Mariners de Seattle - Kirby Puckett - Twins du Minnesota      |
| 1995  | - Albert Belle - Indians de Cleveland - Tim Salmon - Angels de la Californie - Manny Ramírez - Indians de Cleveland      |
| 1996  | - Albert Belle - Cleveland Indians - Juan González - Rangers du Texas - Ken Griffey, Jr. - Mariners de Seattle           |
| 1997  | - Ken Griffey, Jr. - Mariners de Seattle - David Justice - Indians de Cleveland - Juan González - Rangers du Texas       |
| 1998  | - Albert Belle - White Sox de Chicago - Ken Griffey, Jr. - Mariners de Seattle - Juan González - Rangers du Texas        |
| 1999  | - Manny Ramírez - Indians de Cleveland - Ken Griffey, Jr. - Mariners de Seattle - Shawn Green - Blue Jays de Toronto     |
| 2000  | - Darin Erstad - Angels d'Anaheim - Manny Ramírez - Indians de Cleveland - Magglio Ordóñez - White Sox de Chicago        |
| 2001  | - Juan González - Indians de Cleveland - Manny Ramírez - Red Sox de Boston - Ichiro Suzuki - Mariners de Seattle         |
| 2002  | - Magglio Ordóñez - White Sox de Chicago - Bernie Williams - Yankees de New York - Garret Anderson - Angels d'Anaheim    |
| 2003  | - Vernon Wells - Blue Jays de Toronto - Garret Anderson - Angels d'Anaheim - Manny Ramírez - Red Sox de Boston           |
| 2004  | - Gary Sheffield - Yankees de New York - Vladimir Guerrero - Angels d'Anaheim - Manny Ramírez - Red Sox de Boston        |
| 2005  | - Gary Sheffield - Yankees de New York - Vladimir Guerrero - Angels de Los Angeles - Manny Ramírez - Red Sox de Boston   |
| 2006  | - Jermaine Dye - White Sox de Chicago - Vladimir Guerrero - Angels de Los Angeles - Manny Ramírez - Red Sox de Boston    |
| 2007  | - Magglio Ordóñez - Tigers de Détroit - Vladimir Guerrero - Angels de Los Angeles - Ichiro Suzuki - Mariners de Seattle  |
| 2008  | - Josh Hamilton - Rangers du Texas - Carlos Quentin - White Sox de Chicago - Grady Sizemore - Indians de Cleveland       |
| 2009  | - Jason Bay - Red Sox de Boston - Torii Hunter - Angels de Los Angeles - Ichiro Suzuki - Mariners de Seattle             |
| 2010  | - José Bautista - Blue Jays de Toronto - Carl Crawford - Rays de Tampa Bay - Josh Hamilton - Rangers du Texas            |
| 2011  | - José Bautista - Blue Jays de Toronto - Jacoby Ellsbury - Red Sox de Boston - Curtis Granderson - Yankees de New York   |
| 2012  | - Josh Hamilton - Rangers du Texas - Mike Trout - Angels de Los Angeles - Josh Willingham - Twins du Minnesota           |
| 2013  | - Torii Hunter - Tigers de Détroit - Adam Jones - Orioles de Baltimore - Mike Trout - Angels de Los Angeles              |
| 2014  | - Michael Brantley - Indians de Cleveland - Mike Trout - Angels de Los Angeles - José Bautista - Blue Jays de Toronto    |
| 2015  | - Nelson Cruz - Mariners de Seattle - J. D. Martinez - Tigers de Détroit - Mike Trout - Angels de Los Angeles            |
| 2016  | - Mark Trumbo - Orioles de Baltimore - Mike Trout - Angels de Los Angeles - Mookie Betts - Red Sox de Boston             |
| 2017  | - Justin Upton - Tigers & Angels - George Springer - Astros de Houston - Aaron Judge - Yankees de New York               |

## Ligue nationale
| Année | Joueur, équipe |
| ----- | --- |
| 1980  | - Dusty Baker - Dodgers de Los Angeles - Andre Dawson - Expos de Montréal - George Hendrick - Cardinals de Saint-Louis      |
| 1981  | - Andre Dawson - Expos de Montréal - George Foster - Reds de Cincinnati - Dusty Baker - Dodgers de Los Angeles              |
| 1982  | - Dale Murphy - Braves d'Atlanta - Pedro Guerrero - Dodgers de Los Angeles - Leon Durham - Cubs de Chicago                  |
| 1983  | - Andre Dawson - Expos de Montréal - Dale Murphy - Braves d'Atlanta - José Cruz - Astros de Houston                         |
| 1984  | - Dale Murphy - Braves d'Atlanta - José Cruz - Astros de Houston - Tony Gwynn - Padres de San Diego                         |
| 1985  | - Willie McGee - Cardinals de Saint-Louis - Dale Murphy - Braves d'Atlanta - Dave Parker - Reds de Cincinnati               |
| 1986  | - Tony Gwynn - Padres de San Diego - Tim Raines - Expos de Montréal - Dave Parker - Reds de Cincinnati                      |
| 1987  | - Andre Dawson - Cubs de Chicago - Eric Davis - Reds de Cincinnati - Tony Gwynn - Padres de San Diego                       |
| 1988  | - Darryl Strawberry - Mets de New York - Andy Van Slyke - Pirates de Pittsburgh - Kirk Gibson - Dodgers de Los Angeles      |
| 1989  | - Kevin Mitchell - Giants de San Francisco - Tony Gwynn - Padres de San Diego - Eric Davis - Reds de Cincinnati             |
| 1990  | - Barry Bonds - Pirates de Pittsburgh - Bobby Bonilla - Pirates de Pittsburgh - Darryl Strawberry - Mets de New York        |
| 1991  | - Barry Bonds - Pirates de Pittsburgh - Bobby Bonilla - Pirates de Pittsburgh - Ron Gant - Braves d'Atlanta                 |
| 1992  | - Barry Bonds - Pirates de Pittsburgh - Andy Van Slyke - Pirates de Pittsburgh - Larry Walker - Expos de Montréal           |
| 1993  | - Barry Bonds - Giants de San Francisco - Lenny Dykstra - Phillies de Philadelphie - David Justice - Braves d'Atlanta       |
| 1994  | - Moisés Alou - Expos de Montréal - Barry Bonds - Giants de San Francisco - Tony Gwynn - Padres de San Diego                |
| 1995  | - Dante Bichette - Rockies du Colorado - Tony Gwynn - Padres de San Diego - Sammy Sosa - Cubs de Chicago                    |
| 1996  | - Ellis Burks - Rockies du Colorado - Barry Bonds - Giants de San Francisco - Gary Sheffield - Marlins de la Floride        |
| 1997  | - Larry Walker - Rockies du Colorado - Tony Gwynn - Padres de San Diego - Barry Bonds - Giants de San Francisco             |
| 1998  | - Sammy Sosa - Cubs de Chicago - Greg Vaughn - Padres de San Diego - Moisés Alou - Astros de Houston                        |
| 1999  | - Sammy Sosa - Cubs de Chicago - Larry Walker - Rockies du Colorado - Vladimir Guerrero - Expos de Montréal                 |
| 2000  | - Barry Bonds - Giants de San Francisco - Vladimir Guerrero - Expos de Montréal - Sammy Sosa - Cubs de Chicago              |
| 2001  | - Barry Bonds - Giants de San Francisco - Luis González - Diamondbacks de l'Arizona - Sammy Sosa - Cubs de Chicago          |
| 2002  | - Barry Bonds - Giants de San Francisco - Vladimir Guerrero - Expos de Montréal - Sammy Sosa - Cubs de Chicago              |
| 2003  | - Barry Bonds - Giants de San Francisco - Albert Pujols - Cardinals de Saint-Louis - Gary Sheffield - Braves d'Atlanta      |
| 2004  | - Barry Bonds - Giants de San Francisco - Jim Edmonds - Cardinals de Saint-Louis - Bobby Abreu - Phillies de Philadelphie   |
| 2005  | - Miguel Cabrera - Marlins de la Floride - Andruw Jones - Braves d'Atlanta - Carlos Lee - Brewers de Milwaukee              |
| 2006  | - Alfonso Soriano - Nationals de Washington - Carlos Beltrán - Mets de New York - Matt Holliday - Rockies du Colorado       |
| 2007  | - Matt Holliday - Rockies du Colorado - Carlos Beltrán - Mets de New York - Carlos Lee - Astros de Houston                  |
| 2008  | - Matt Holliday - Rockies du Colorado - Ryan Ludwick - Cardinals de Saint-Louis - Ryan Braun - Brewers de Milwaukee         |
| 2009  | - Ryan Braun - Brewers de Milwaukee - Matt Kemp - Dodgers de Los Angeles - Andre Ethier - Dodgers de Los Angeles            |
| 2010  | - Ryan Braun - Brewers de Milwaukee - Carlos González - Rockies du Colorado - Matt Holliday - Cardinals de Saint-Louis      |
| 2011  | - Ryan Braun - Brewers de Milwaukee - Matt Kemp - Dodgers de Los Angeles - Justin Upton - Diamondbacks de l'Arizona         |
| 2012  | - Ryan Braun - Brewers de Milwaukee - Andrew McCutchen - Pirates de Pittsburgh - Jay Bruce - Reds de Cincinnati             |
| 2013  | - Michael Cuddyer - Rockies du Colorado - Andrew McCutchen - Pirates de Pittsburgh - Jay Bruce - Reds de Cincinnati         |
| 2014  | - Justin Upton - Braves d'Atlanta - Andrew McCutchen - Pirates de Pittsburgh - Giancarlo Stanton - Marlins de Miami         |
| 2015  | - Carlos González - Rockies du Colorado - Andrew McCutchen - Pirates de Pittsburgh - Bryce Harper - Nationals de Washington |
| 2016  | - Charlie Blackmon - Rockies du Colorado - Christian Yelich - Marlins de Miami - Yoenis Céspedes - Mets de New York         |
| 2017  | - Charlie Blackmon - Rockies du Colorado - Marcell Ozuna - Marlins de Miami - Giancarlo Stanton - Marlins de Miami          |